# Косін-Мару (765)
Косін-Мару (765) (Koshin Maru) — транспортне судно, яке під час Другої світової війни брало участь у операціях японських збройних сил на Тихому океані. 
Судно взяло участь у Другі світовій війні як належний Імперській армії Японії танкер №765. 
24 березня 1944-го «Косін-Мару» перебувало біля південного узбережжя острова Бутон (лежить біля південно-східного завершення острова Целебес), де було виявлене та потоплене американськими літаками.